# Campionato mondiale di enduro 2020
Il Campionato mondiale di enduro 2020, trentunesima edizione della competizione ha avuto inizio in Francia il 17 settembre 2020 ed è terminata in Portogallo il 14 novembre dopo 4 prove. Il campionato si è svolto in forma ridotta per via della pandemia di Covid-19.
Le vittorie sono andate all'italiano Andrea Verona su TM nella E1 e ai britannici Steve Holcombe nella E2 e Brad Thomas Freeman nella E3 entrambi su Beta.
Steve Holcombe è vincitore della categoria assoluta Enduro GP.

## Sistema di punteggio e calendario
| Pos.  | 1  | 2  | 3  | 4  | 5  | 6  | 7 | 8 | 9 | 10 | 11 | 12 | 13 | 14 | 15 | 16 > |
| ----- | -- | -- | -- | -- | -- | -- | - | - | - | -- | -- | -- | -- | -- | -- | ---- |
| Punti | 20 | 17 | 15 | 13 | 11 | 10 | 9 | 8 | 7 | 6  | 5  | 4  | 3  | 2  | 1  | 0    |

| Prova | Data               | Gran Premio                 | Località           | Vincitore gara 1    | Vincitore gara 2      |
| ----- | ------------------ | --------------------------- | ------------------ | ------------------- | --------------------- |
| 1     | 17-18-19 settembre | Gran Premio di Francia      | Requista           | Steve Holcombe      | Steve Holcombe        |
| 2     | 25-26-27 settembre | Gran Premio d'Italia        | Spoleto            | Brad Thomas Freeman | Steve Holcombe        |
| 3     | 5-6-7 novembre     | Gran Premio di Portogallo 1 | Marco de Canaveses | Steve Holcombe      | Joseph Garcia Montaña |
| 4     | 12-13-14 novembre  | Gran Premio di Portogallo 2 | Marco de Canaveses | Brad Thomas Freeman | Joseph Garcia Montaña |

## Enduro Gp

### Classifiche

#### Piloti
| Pos. | Pilota                | Moto      | Punti |
| ---- | --------------------- | --------- | ----- |
| 1    | Steve Holcombe        | Beta      | 146   |
| 2    | Brad Thomas Freeman   | Beta      | 140   |
| 3    | Andrea Verona         | TM        | 100   |
| 4    | Thomas Oldrati        | Honda     | 90    |
| 5    | Loïc Larrieu          | TM        | 80    |
| 6    | Joseph Garcia Montaña | KTM       | 70    |
| 7    | Jaume Betriu          | KTM       | 69    |
| 8    | Daniel Mccanney       | Honda     | 68    |
| 9    | Antoine Magain        | Sherco    | 53    |
| 10   | Matteo Cavallo        | Sherco    | 41    |
| 11   | Christophe Charlier   | Beta      | 37    |
| 12   | Joe Wotton            | Husqvarna | 32    |
| 13   | Antoine Basset        | Beta      | 29    |
| 14   | Davide Guarneri       | TM        | 19    |
| 15   | Jérémy Tarroux        | Sherco    | 16    |

### Costruttori
| Pos. | Costruttore | Punti |
| ---- | ----------- | ----- |
| 1    | Beta        | 154   |
| 2    | KTM         | 107   |
| 3    | TM          | 106   |
| 4    | Honda       | 95    |
| 5    | Sherco      | 63    |
| 6    | Husqvarna   | 33    |
| 7    | Yamaha      | 6     |

## E1

### Piloti
| Pos. | Pilota              | Moto   | Punti |
| ---- | ------------------- | ------ | ----- |
| 1    | Andrea Verona       | TM     | 151   |
| 2    | Thomas Oldrati      | Honda  | 141   |
| 3    | Antoine Magain      | Sherco | 112   |
| 4    | Eero Remes          | Yamaha | 76    |
| 5    | Davide Soreca       | Beta   | 70    |
| 6    | Christophe Charlier | Beta   | 69    |
| 7    | Kevin Burud         | Yamaha | 52    |
| 8    | Alex Snow           | Honda  | 37    |
| 9    | Jérémy Tarroux      | Sherco | 30    |
| 10   | Richard Alun        | Sherco | 27    |

### Costruttori
| Pos. | Costruttore | Punti |
| ---- | ----------- | ----- |
| 1    | TM          | 151   |
| 2    | Honda       | 141   |
| 3    | Sherco      | 118   |
| 4    | Beta        | 101   |
| 5    | Yamaha      | 76    |
| 6    | KTM         | 39    |

## E2

### Piloti
| Pos. | Pilota                | Moto      | Punti |
| ---- | --------------------- | --------- | ----- |
| 1    | Steve Holcombe        | Beta      | 154   |
| 2    | Loïc Larrieu          | TM        | 116   |
| 3    | Daniel Mccanney       | Honda     | 114   |
| 4    | Matteo Cavallo        | Sherco    | 86    |
| 5    | Joe Wotton            | Husqvarna | 78    |
| 6    | Joseph Garcia Montaña | KTM       | 74    |
| 7    | Anthony Geslin        | Beta      | 65    |
| 8    | Max Vial              | Sherco    | 53    |
| 9    | Hugo Blanjoue         | Honda     | 28    |
| 10   | Edward Hübner         | KTM       | 26    |

### Costruttori
| Pos. | Costruttore | Punti |
| ---- | ----------- | ----- |
| 1    | Beta        | 154   |
| 2    | TM          | 116   |
| 3    | Honda       | 114   |
| 4    | KTM         | 101   |
| 5    | Husqvarna   | 88    |
| 6    | Sherco      | 86    |

| Pos. | Pilota              | Moto   | Punti |
| ---- | ------------------- | ------ | ----- |
| 1    | Brad Thomas Freeman | Beta   | 160   |
| 2    | Jaume Betriu        | KTM    | 134   |
| 3    | Antoine Basset      | Beta   | 104   |
| 4    | David Abgrall       | Beta   | 91    |
| 5    | Cristobal Guerrero  | Beta   | 78    |
| 6    | Marc Sans           | KTM    | 65    |
| 7    | Rudy Moroni         | KTM    | 64    |
| 8    | Davide Guarneri     | TM     | 46    |
| 9    | Enric Francisco     | Sherco | 40    |
| 10   | Thibaut Passet      | Beta   | 30    |

| Pos. | Costruttore | Punti |
| ---- | ----------- | ----- |
| 1    | Beta        | 160   |
| 2    | KTM         | 134   |
| 3    | TM          | 46    |
| 4    | Sherco      | 40    |

| Pos. | Costruttore | Punti |
| ---- | ----------- | ----- |
| 1    | Beta        | 160   |
| 2    | KTM         | 134   |
| 3    | TM          | 46    |
| 4    | Sherco      | 40    |